# Ostre niedokrwienie kończyny

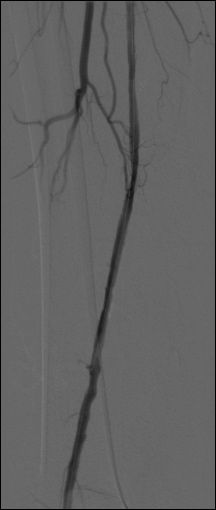
Angiografia. Tętnica udowa z licznymi zwężeniami.

Ostre niedokrwienie kończyny – nagłe pogorszenie ukrwienia kończyny prowadzące do jej niedokrwienia i zagrożenia jej utraty. Ostre niedokrwienie kończyny stanowi zagrożenie życia chorego.

## Etiologia
Głównymi przyczynami ostrego niedokrwienia kończyn jest zatorowość tętnicza i zakrzepica tętnicza. W 15% przypadków etiologia ostrego niedokrwienia kończyn jest nieznana.
Zatorowość
Jest przyczyną 30% przypadków ostrego niedokrwienia kończyn. Materiałem zatorowym najczęściej jest skrzeplina; zator może się także składać z kryształków cholesterolu lub czopów nowotworowych. Zatory są głównie (w 80% przypadków) pochodzenia sercowego, zwykle związane z migotaniem przedsionków. Zatory mogą być również związane z wykrzepianiem na sztucznej zastawce, zawałem serca, tętniakiem serca lub guzami serca. Rzadziej (w 20% przypadków) materiał zatorowy pochodzi z dużych naczyń z blaszek miażdżycowych lub tętniaków. Materiał zatorowy jest przemieszczany z naczyń o dużym kalibrze na obwód do naczyń o mniejszej średnicy i często ulega zablokowaniu w miejscu podziału naczyń tętniczych. Najczęściej dotyczy kończyn dolnych, jednak rzadziej może również pojawić się w obrębie kończyn górnych, szczególnie w związku z urazem tętnicy. Zatory w obrębie tętnicy ramiennej zwykle nie są groźne, jednak u młodych osób przeprowadza się leczenie inwazyjne celem uniknięcia chromania przestankowego. W kończynie dolnej zatory zwykle dotyczą rozwidlenia tętnicy udowej lub podziału tętnicy podkolanowej.
Zakrzepica
Stanowi przyczynę 60% przypadków ostrego niedokrwienia kończyn. Zakrzepica zwykle dotyczy naczyń zmienionych miażdżycowo lub pojawia się w tętniakach. Wystąpienie zakrzepicy w niezmienionych naczyniach budzi podejrzenie trombofilii.
Rzadsze przyczyny
Rzadszymi przyczynami jest zakrzepica w pomoście naczyniowym lub rewaskularyzowanym, uraz tętnicy, rozwarstwienie tętnicy i zespół usidlenia.

## Objawy
Objawy pojawiają się nagle. Pojawia się ból niedokrwionej kończyny, jej zblednięcie, parestezje, porażenie i stwierdza się brak tętna. Ból pojawia się nagle i zwykle jest bardzo silny. Ruchy chorą kończyną nasilają dolegliwości bólowe. W przeciwieństwie do przewlekłego niedokrwienia kończyn ból nie ulega złagodzeniu po opuszczeniu stopy. Zaburzenie funkcji nerwów czuciowych prowadzi do powstania parestezji, które zwykle towarzyszą dłużej trwającemu i cięższemu niedokrwieniu. Porażenie kończyny jest objawem ciężkiego niedokrwienia, które zagraża utracie kończyny. Utrata funkcji motorycznej zaczyna się od mięśni stopy/dłoni i towarzyszy jej upośledzenie ruchów palców, a następnie wyższych części kończyny. Stwierdza się zblednięcie kończyny, następnie pojawia się marmurkowatość skóry, z czasem w jej obrębie rozwija się sinica. Żyły powierzchowne są zapadnięte. W badaniu fizykalnym stwierdza się brak tętna na obwodzie oraz ochłodzenie kończyny, szczególnie w stosunku do kończyny zdrowej.
Objawy pojawiają się w określonej kolejności. Niemal natychmiast po zamknięciu światła tętnicy zanika tętno na obwodzie, pojawiają się bladość i ochłodzenie kończyny. Po około 15 minutach pojawia się ból kończyny. Po dwóch godzinach stwierdza się zaburzenia czucia i pojawiają się parestezje. Po sześciu godzinach całkowicie zanika czucie na kończynie, a skóra staje się sina. Po 10 godzinach rozwija się martwica i pojawiają się na skórze pęcherze. Uszkodzenie nerwów pojawia się już po 10–15 minutach od zamknięcia światła naczynia, a po dwóch godzinach dochodzi do trwałych uszkodzeń nerwów. Mięśnie ulegają uszkodzeniu po czterech godzinach, ale jeszcze w ciągu 6–12 godzin od zamknięcia światła naczynia można przywrócić ich żywotność. Skóra ulega martwicy po 12–24 godzinach.

## Rozpoznanie
Rozpoznanie jest ustalane na podstawie obrazu klinicznego. Badania obrazowe mają charakter pomocniczy i nie mogą opóźniać zabiegu ratującego kończynę. Ultrasonografia z badaniem dopplerowskim może pozwolić wykazać ograniczenie lub brak przepływu w chorej kończynie, a także może uwidocznić miejsce niedrożności. Najbardziej przydatnym badaniem jest angiografia. Umożliwia lokalizację niedrożności, często pozwala na różnicowanie zakrzepu od zatoru i jest pomocna w kwalifikacji chorych do leczenia inwazyjnego. Konieczne jest wykonanie podstawowych badań laboratoryjnych oraz EKG i RTG klatki piersiowej.
| Kategoria                                       | Objawy kliniczne                                                                                                | Sygnał dopplerowski                                            |
| I – przeżycie kończyny niezagrożone             | brak zaburzeń czucia i osłabienia mięśni                                                                        | sygnał tętniczy i żylny słyszalny                              |
| IIa – przeżycie kończyny granicznie zagrożone   | zaburzenia czucia nieobecne lub minimalne, brak osłabienia mięśni                                               | sygnał tętniczy często niesłyszalny, sygnał żylny słyszalny    |
| IIb – przeżycie kończyny bezpośrednio zagrożone | zaburzenia czucia również poza palcami, występuje ból spoczynkowy, osłabienie mięśni niewielkie lub umiarkowane | sygnał tętniczy zazwyczaj niesłyszalny, sygnał żylny słyszalny |
| III – niedokrwienie nieodwracalne               | duże zaburzenie czucia, znaczne porażenie mięśni lub stężenie                                                   | sygnał tętniczy i żylny niesłyszalny                           |

## Leczenie
Ostre niedokrwienie kończyny wymaga szybkiego wdrożenia leczenia, ponieważ ryzyko utraty kończyny rośnie wraz z czasem, jaki trwa jej niedokrwienie.
Po rozpoznaniu ostrego niedokrwienia kończyny pilnie podaje się dożylnie heparynę niefrakcjonowaną w dawce 5 000–10 000 IU, a następnie kontynuuje się ciągły jej wlew w stosownej dawce. Konieczne jest podanie analgetyku opioidowego oraz należy chronić kończynę przed utratą ciepła poprzez obłożenie jej opatrunkiem z waty i gazy.
Leczenie wewnątrznaczyniowe
Miejscowa tromboliza jest wykonywana u chorych bez zagrożenia przeżycia kończyny (stadium I) lub w granicznie zagrożonym przeżyciu kończyny (stadium IIa). Zabieg jest poprzedzony angiografią. Polega na wprowadzeniu do naczynia cewnika i przeprowadzenie go do skrzepliny, gdzie miejscowo podawane są leki trombolityczne pozwalające na „rozpuszczenie” skrzepliny. Po zabiegu może być konieczne przeprowadzenie przezskórnej angioplastyki lub operacji rekonstrukcyjnej.
Leczenie operacyjne
Operacja jest konieczna w przypadku bezpośredniego zagrożenia przeżycia kończyny (stadium IIb) lub we wczesnym stadium nieodwracalnego niedokrwienia (stadium III). Skrzeplina zwykle jest usuwana za pomocą cewnika Fogarty’ego (tromboembolektomia). Zabieg musi być przeprowadzony w ciągu 6–8 godzin od wystąpienia niedokrwienia.

## Zespół porewaskularyzacyjny
W wyniku niedokrwienia dochodzi do uszkodzenia śródbłonka naczyń i wzmożenia przepuszczalności naczyń. Po przywróceniu krążenia w efekcie działania wolnych rodników tlenowych nasilają się uszkodzenia tkanek, przede wszystkim mięśni. W konsekwencji przywrócenia krążenia może dochodzić do zatrucia kwaśnymi produktami przemiany materii, mioglobiną i materiałem zatorowym.
Rozwija się kwasica metaboliczna, ostra niewydolność nerek, zespół ostrej niewydolności oddechowej (ARDS) i zespół rozsianego wykrzepiania wewnątrznaczyniowego (DIC). Kończyna jest obrzęknięta, występuje silny ból, stężenie mięśni i plamiste zasinienie kończyny.

## Rokowanie
Od 10% do 40% ostre niedokrwienie kończyn prowadzi do amputacji kończyny. Około 15–20% chorych umiera w ciągu roku, głównie z powodu powikłań sercowo-naczyniowych.

## Klasyfikacja ICD10
| kod ICD10     | nazwa choroby                                |
| ------------- | -------------------------------------------- |
| ICD-10: I74   | Zatorowość i zakrzepica tętnicza             |
| ICD-10: I74.2 | Zator i zakrzep tętnic kończyn górnych       |
| ICD-10: I74.3 | Zator i zakrzep tętnic kończyn dolnych       |
| ICD-10: I74.4 | Zator i zakrzep tętnic kończyn, nieokreślony |